# Ukrainische Hilfspolizei

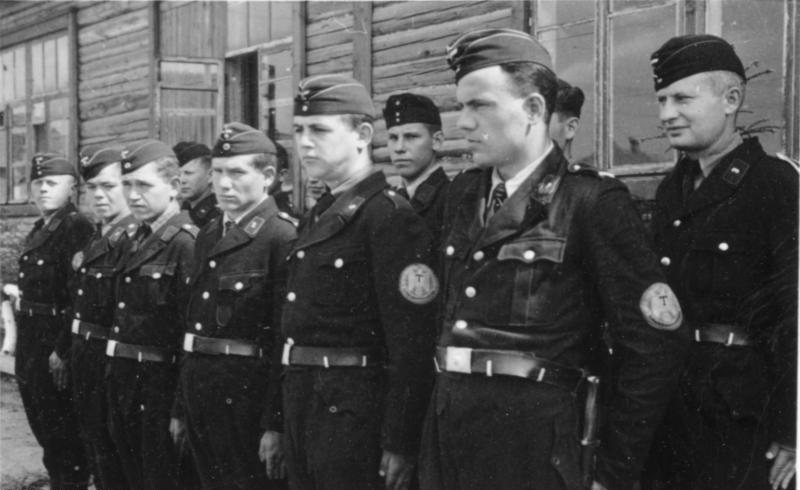
Ukrainische Wachmannschaft eines Torfwerks

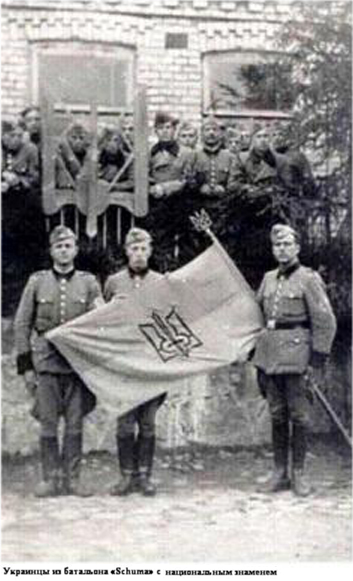
Ein Bataillon der Ukrainischen Hilfspolizei 1942

Die Ukrainische Hilfspolizei (ukrainisch Українська допоміжна поліція Ukrainska dopomischna poliziia) war eine Hilfspolizei der deutschen Ordnungspolizei im Reichskommissariat Ukraine und existierte vom Juli 1941 bis vermutlich Mitte 1944; ein genaues Auflösungsdatum ist nicht bekannt. Kleinere Kontingente wurden bei der Auflösung in die Waffen-SS integriert.

## Organisation und Funktion
Die Hilfspolizei wurde am 27. Juli 1941 durch einen Befehl des Kommandeurs der Ordnungspolizei in Krakau aufgestellt und war anfänglich nur zuständig für den Distrikt Galizien. Der Zuständigkeitsbereich wurde im Zuge der deutschen militärischen Eroberung der Ukrainischen Sowjetrepublik und der Errichtung des Reichskommissariats Ukraine weiter ausgedehnt.
Die ukrainischen Hilfspolizisten wurden durch Zeitungsannoncen rekrutiert, meldeten sich also zumeist freiwillig zum Dienst für die deutschen Besatzer. Grundsätzlich diente die Hilfspolizei der Sicherung der deutschen Besatzungsherrschaft und der Unterstützung der Gendarmerie der Ordnungspolizei bei allgemeinen polizeilichen Aufgaben. Die so genannten Schutzmannschaften dienten der Unterstützung der Bataillone der Ordnungspolizei, der Wehrmacht und Waffen-SS im so genannten Bandenkampf. Wie die deutsche Ordnungspolizei selbst, wurde die Hilfspolizei bei der Durchführung des Holocaust eingesetzt, wie z. B. durch die Erfassung der jüdischen Bevölkerung, die Bewachung von Ghettos und Transportbegleitung. In Einzelfällen wie in Babyn Jar war die Hilfspolizei an Massakern an Juden beteiligt.
Zur Schulung der Hilfspolizisten wurde in Lemberg eine Polizeischule eingerichtet. Die gut zwei Dutzend Bataillone der Ukrainischen Hilfspolizei waren nach demselben Muster organisiert wie im besetzten Baltikum oder Weißrussland. Ein Schuma-Bataillon umfasste drei Kompanien und einen Stab von gut 50 Mann, die Gesamtstärke betrug 500 Mann. Zeitweilig soll die Gesamtstärke der Ukrainischen Hilfspolizei 35.000 Mann umfasst haben.
Bewaffnung und Ausrüstung stammten zum Teil aus deutschem Beutegut der Roten Armee, zum Teil aus veralteten Ordnungspolizei- und Wehrmachtsbeständen.
Die nationalistische ukrainische Organisation UON-B forderte im März 1943 die Mitglieder der Hilfspolizei zur Desertion unter Mitnahme der Waffen auf, um in der Ukrainischen Aufständischen Armee zu dienen. Angeblich liefen 10.000 Angehörige der Hilfspolizei zu den Aufständischen über, nach anderen Angaben rund 5000 von zu diesem Zeitpunkt insgesamt 12.000 Mitgliedern. Wann die Ukrainische Hilfspolizei aufgelöst wurde, ist unklar. Ein Teil des Personals wurde in die 14. Division der Waffen-SS übernommen.

## Uniformierung und Dienstgrade
siehe hier: Schutzmannschaft (Nationalsozialismus)#Uniformierung und Dienstgrade